# Pelourinho de Buarcos
O Pelourinho de Buarcos é um pelourinho situado na freguesia de Buarcos, no município de Figueira da Foz, distrito de Coimbra, em Portugal.
Está classificado como Imóvel de Interesse Público desde 1933.